# Per Wenström
Per Jonas Wenström, född den 22 juli 1890 i Arboga, död den 20 juli 1957 i Örebro, var en svensk ämbetsman. Han var son till Georg Wenström.
Wenström avlade juris kandidatexamen vid Stockholms högskola 1914 och var tillförordnad domhavande 1916–1918. Han blev extra länsbokhållare i Östergötlands län 1919, länsbokhållare av första graden i Kalmar län 1920 och länsassessor i Västerbottens län 1934. Wenström var landskamrerare i Västernorrlands län 1943–1948 och i Örebro län från 1948 till sin död. Han blev riddare av Nordstjärneorden 1946 och kommendör av samma orden 1953. Wenström vilar på Nya norra griftegården i Linköping.